# Philadelphia Atoms 1974
Questa pagina raccoglie i dati riguardanti i Philadelphia Atoms nelle competizioni ufficiali della stagione 1974.

## Stagione
La squadra di Al Miller, campione in carica, pur rimanendo nella rosa praticamente invariata, non riuscì a replicare il successo dell'anno precedente e non riuscì a superare la fase a gironi del torneo nordamericano.

## Organigramma societario
Area direttiva
- Proprietario: Thomas McCloskey
- General Manager: Al Miller

Area tecnica
- Allenatore: Al Miller

## Rosa
| N. |                        | Ruolo | Calciatore     |
| -- | ---------------------- | ----- | -------------- |
| 1  | Stati Uniti (bandiera) | P     | Bob Rigby      |
| 2  | Stati Uniti (bandiera) | C     | Barry Barto    |
| 3  | Stati Uniti (bandiera) | D     | Bobby Smith    |
| 4  | Stati Uniti (bandiera) | D     | Robert Ludwig  |
| 5  | Inghilterra (bandiera) | D     | Chris Dunleavy |
| 6  | Stati Uniti (bandiera) | C     | Lew Meehl      |
| 7  | Inghilterra (bandiera) | C     | Chris Fagan    |
| 7  | Argentina (bandiera)   | C     | Juan Paletta   |
| 8  | Stati Uniti (bandiera) | C     | Stan Startzell |
| 9  | Inghilterra (bandiera) | A     | Jim Fryatt     |

| N. |                        | Ruolo | Calciatore     |
| -- | ---------------------- | ----- | -------------- |
| 10 | Scozia (bandiera)      | A     | Andy Provan    |
| 11 | Stati Uniti (bandiera) | C     | George O'Neill |
| 12 | Stati Uniti (bandiera) | C     | Tom Galati     |
| 14 | Stati Uniti (bandiera) | C     | Skip Roderick  |
| 15 | Stati Uniti (bandiera) | A     | Joe Luxbacher  |
| 16 | Australia (bandiera)   | A     | Karl Minor     |
| 17 | Stati Uniti (bandiera) | D     | Bill Straub    |
| 18 | Inghilterra (bandiera) | D     | Derek Trevis   |
| 20 | Stati Uniti (bandiera) | P     | Norm Wingert   |